# یک روز خوب (فیلم)
یک روز خوب (انگلیسی: One Fine Day) فیلمی در ژانر کمدی رمانتیک به کارگردانی مایکل هافمن است که در سال ۱۹۹۶ منتشر شد.

## داستان
«جک تیلر» (جرج کلونی) را همسر سابقش با دخترشان تنها گذاشته‌است. «جک» برای تهیهٔ گزارش در مورد رشوه خواری در شهرداری باید تمام وقت روزانه اش را در اختیار داشته باشد. یک خانم آرشیتکت به نام «ملانی پارکر» (میشل فایفر) هم در وضع مشابهی است، او نه تنها باید طرح یک ساختمان بزرگ چند صد میلیون دلاری را آماده کند، بلکه نباید بگذارد رئیسش بفهمد که او پسر کوچکی دارد.

## بازیگران
- میشل فایفر
- جرج کلونی
- الکس لینز
- می ویتمن
- چارلز دارنینگ
- الن گرین
- جو گریفاسی
- هالند تیلور
- مایکل ماسی
- آماندا پیت
- جرج مارتین
- رابرت کلاین
- بیتی شرم
- ماریان مولرلایلی